# Delphine Coulin
Delphine Coulin (Lorient, 1972) is een Frans filmregisseuse en schrijfster.

## Biografie
Delphine Coulin werd in 1972 geboren in Lorient, Bretagne. Vooraleer ze zich toelegde op cinema en het schrijven, was Coulin coproducent van documentaires voor de Frans-Duitse cultuurtelevisiezender ARTE. In 2004 publiceerde ze haar eerste boek Les Traces en in 2007 verscheen haar tweede roman Une seconde de plus waarvoor ze werd bekroond met de Le prix Renaissance de la nouvelle. Haar roman Samba pour la France (2011) werd in 2014 verfilmd.
In haar vrije tijd begon Delphine Coulin samen met haar oudere zus Muriel Coulin met het schrijven van scenario's en regisseren van films. Hun kortfilm Souffle won verscheidene prijzen op internationale filmfestivals. Na een aantal kortfilms debuteerden ze in 2011 met 17 filles die in première ging op het filmfestival van Cannes in de sectie Semaine de la critique. De film werd in 2012 ook genomineerd voor de César voor beste debuutfilm. Hun tweede film Voir du pays ging ook in première op het filmfestival van Cannes, deze maal in de sectie Un certain regard en werd bekroond met de prijs voor beste scenario.

## Filmografie (regie en scenario, samen met Muriel)
- Il faut imaginer Sisyphe heureux (kortfilm, 1997)
- Souffle (kortfilm, 2001)
- Roue libre (kortfilm, 2002)
- 17 filles (2011)
- Voir du pays (2016)
- Jouer avec le feu (2024)

## Prijzen en nominaties
De belangrijkste:
| Jaar | Prijs                   | Categorie                        | Film         | Uitslag     |
| ---- | ----------------------- | -------------------------------- | ------------ | ----------- |
| 2016 | Filmfestival van Cannes | Un certain regard beste scenario | Voir du pays | Gewonnen    |
| 2013 | César                   | Beste debuutfilm                 | 17 filles    | Genomineerd |